# Supakit Niamkong
Supakit Niamkong (thailändisch นราธิป พยัพพฤกษ์; * 9. Januar 1988) ist ein thailändischer Fußballspieler.

## Karriere
Supakit Niamkong stand bis 2012 bei den thailändischen Vereinen Thai Airways FC, Bangkok Christian College FC, Udon Thani FC, Port FC und dem Pattaya United FC unter Vertrag. Von 2013 bis Mitte 2015 spielte er beim TOT SC. Der Verein aus der thailändischen Hauptstadt Bangkok spielte in der höchsten Liga des Landes, der Thai Premier League. Für TOT absolvierte er 51 Erstligaspiele und schoss dabei acht Tore. Nach der Hinserie 2015 wechselte er zum ebenfalls in der ersten Liga spielenden Nakhon Ratchasima FC nach Nakhon Ratchasima. In Korat stand er bis Mitte 2018 unter Vertrag und absolvierte 24 Spiele in der ersten Liga. Die Rückserie 2016 wurde er an den Zweitligisten PTT Rayong FC aus Rayong ausgeliehen. Nach Vertragsende in Korat ging er zur Rückserie 2018 zum Zweitligisten Samut Sakhon FC nach Samut Sakhon. Für Samut absolvierte er 2019 29 Spiele in der zweiten Liga. Anfang 2020 nahm ihn der Bangkoker Ligakonkurrent MOF Customs United FC unter Vertrag. Nach 20 Zweitligaspielen für die Customs wechselte er im August 2021 zum Drittligisten Pattaya Dolphins United. Mit dem Verein aus dem Seebad Pattaya spielte er in der Eastern Region. Am Ende der Saison 2021/22 feierte er mit den Dolphins die Meisterschaft der Region. In den Aufstiegsspielen zur zweiten Liga konnte man sich nicht durchsetzen. Da dem MH Nakhonsi City FC die Zweitligalizenz verweigert wurde, stieg Pattaya als Gesamtvierter der dritten Liga in die zweite Liga auf. Am Ende der Saison 2024/25 belegte er mit Pattaya den 16. Tabellenplatz und musste somit in die dritte Liga absteigen.

## Erfolge
Pattaya Dolphins United
- Thai League 3 – East: 2021/22
- Thai League 3 – East: 2022/23  ▲